# João Severiano Maciel da Costa
Pour les articles homonymes, voir Maciel.
João Severiano Maciel da Costa, marquis de Queluz (Mariana (Brésil), 27 décembre 1769 – Rio de Janeiro, 19 novembre 1833 ) est un magistrat, homme politique et ministre brésilien.

## Biographie
De 1812 à 1817, João Severiano Maciel da Costa fut gouverneur de la Guyane française sous occupation portugaise.
Il a été député de la province du Minas Gerais à l'Assemblée constituante puis, après la dissolution de l'assemblée, il fut nommé ministre du Commerce de l'empire du Brésil du 10 novembre 1823 au 14 octobre 1824. Il intégra le conseil d'État, composé de dix membres nommés par l'Empereur pour rédiger le nouveau projet de constitution, que Frei Caneca (pt) commenta le 12 février 1824 : « Ne parlons plus d'une Constitution, et le plus grand des crimes d'État est de ne pas en parler et de louer le projet rédigé par les décemvirs (magistrats). Les honnêtes gens, constitutionnalistes, riches propriétaires, tous les gens de bien sont atterrés et abattus ; personne n'ose prononcer les mots loin de ceux qui sont sortis du cercle des années de plomb. Les prisons sont pleines de victimes ; on insulte de la manière la plus indigne les brésiliens ; et une lettre d'une personne digne de confiance dit qu'il s'agit d'une accélération de toutes sortes de trahisons contre les vaillantes provinces libérales du nord ».
Il a été ministre de l'économie, conseiller d'État, président de la province de Bahia et sénateur fédéral de l'empire du Brésil de 1826 à 1833. Il a été fait dignitaire de l'ordre impérial de la Croix (Imperial Ordem do Cruzeiro) en 1824.
Petit-fils du colonel Maximiano de Oliveira Leite, potentat de la zone du Carmo, il est aussi descendant du pionnier Fernão Dias Pais. Son père était le colonel Domingos Alves de Oliveira Maciel, avocat et député à l'Assemblée constituante, marié à Juliana de Oliveira. Ses frères, parmi lesquels João Tavares Maciel da Costa, qui était premier Baron et second Vicomte de Queluz, signaient du nom de Maciel da Costa. Sa sœur Joana Teodora Inácia Xavier se maria avec le conseiller José Joaquim da Rocha, député du Minas Gerais à l'Assemblée constituante.